# Tilia likiangensis
Tilia likiangensis là một loài thực vật có hoa trong họ Cẩm quỳ. Loài này được Hung T. Chang miêu tả khoa học đầu tiên năm 1982.